# Stazione di Aquilonia
La stazione di Aquilonia era una fermata ferroviaria ubicata lungo la linea Avellino-Rocchetta Sant'Antonio. Serviva il centro abitato di Aquilonia, da cui dista 11 km.

## Storia
La fermata, originariamente una stazione, venne attivata insieme alla parte centrale della ferrovia da Paternopoli a Monteverde il 27 ottobre 1895. Situata in una posizione isolata, aveva uno scarso traffico viaggiatori e merci.
Nel 1987 divenne impresenziata e nel 1995 venne soppressa. L'esercizio ferroviario sulla linea è stato sospeso il 12 dicembre 2010, e riattivato a partire dal 2016 per soli treni turistici.

## Strutture e impianti
La fermata è dotata di un binario passante dotato di marciapiede per il servizio passeggeri.
A seguito del terremoto del 1980, che sconvolse le zone dell'Irpinia, il fabbricato viaggiatori, danneggiato, venne sostituito con una struttura prefabbricata ancora oggi visibile, mentre lo scalo merci e il secondo binario furono rimossi, trasformando la stazione in una semplice fermata.